# Marcillé-Raoul
Marcillé-Raoul é uma comuna francesa na região administrativa da Bretanha, no departamento Ille-et-Vilaine. Estende-se por uma área de 22,77 km². Em 2010 a comuna tinha 762 habitantes (densidade: 33,5 hab./km²).